# A Malév 731-es járatának katasztrófája
A Malév 731-es járata az Oslo–Fornebu repülőtér és a Budapest Ferihegy nemzetközi repülőtér között közlekedett, Koppenhága és Kelet-Berlin érintésével. 1971. augusztus 28-án a légitársaság egyik Il–18-as repülőgépe (HA-MOC) Dánia partjainál viharba került, és a Balti-tengerbe zuhant. A 25 utas és a 9 fős legénység közül csupán két utas élte túl a balesetet.

## A baleset folyamata
A repülőgép hajózószemélyzete rangos pilótákból állt: a gép kapitánya Szentgyörgyi Dezső volt, aki a magyar történelem legeredményesebb vadászpilótája: a második világháborút 220 bevetéssel és 29 igazolt légi győzelemmel zárta, és több mint 13 ezer órát repült. Az első tiszt Menyhárt József, a navigátor Jancsovics Pál, a hajózó távírász Lantos Károly, a hajózó szerelő pedig Aladi László volt.
Az Il–18-as gép aznap Norvégia fővárosából, Oslóból indult menetrend szerint Budapestre, mely során érintette a dániai Koppenhágát, és az NDK fővárosát, Kelet-Berlint. A 10 éves, jó állapotú repülőgép útja a Skandináv-félsziget fölött eseménymentesnek mondható, majd a Balti-tenger fölött nyugat felé fordulva közelítette meg Dániát, ahol a Koppenhágai repülőtérre kellett volna megérkeznie. A dán partoknál erős zivatar tombolt, rosszak voltak a látási viszonyok. A jármű folyamatosan tartotta a kapcsolatot az irányítótoronnyal,  majd 19 óra 42 perckor a földi irányítás engedélyezte, hogy 3300 méterről megkezdjék a süllyedést a leszálláshoz. A négy hajtómű teljesítményét csökkentették, a gép süllyedni kezdett. 19:52-re a gép elérte az 500 méteres magasságot, és kiengedte a futóműveket. 20 másodperccel később a rádió-összeköttetés megszakadt. Alig fél perc múlva a repülőgép a tengerbe csapódott és három darabba tört, utasterének nagy része víz alá került. Mindössze 10 kilométerre voltak a repülőtértől.
Az egyik német túlélő, Jürgen Hermann a Népszavának így emlékezett vissza: "Kint esett az eső. A benti lámpák szokás szerint elhalványultak, aztán egyszerre csak nagy rázkódást éreztem, majd teljesen sötét lett. (...) Nem tétováztam tovább, átugrottam a társam feje felett, s a hátam mögötti fény felé kúsztam. A gép farkán a szárny leszakadt, s én ott találtam menedéket az egyre gyorsabban közelgő víz elől. És lassan a sötétben is kialakult a kép előttem. A gép orra a tengerbe fúródott, a farka pedig a levegőbe meredt, a hullámzó tengerből körülbelül 1 méterre kiállt.

### Túlélők
Hermann eleinte úgy hitte, ő az egyetlen túlélő, de hangokra lett figyelmes a vízből. A függőleges vezérsík tövére, ahol állt, sikerült felhúznia még egy tengerbe esett túlélőt: egy nyugat-berlini fiatalasszonyt, akinek 59 éves anyósa pedig egy másik roncsdarabban tudott megkapaszkodni. Szintén a vízbe került az egyik légiutas-kísérő, akivel a két német nő még beszélt is, de őt már holtan találták meg, megfulladt a vízben. Az orvosszakértői vizsgálatok szerint csak négy utas és a személyzet két tagja vesztette életét az ütközéskor szerzett sérülésekben, a többiek halálát a vízbe fulladás okozta. Miután a repülőgép eltűnt a radarról, és még az irányító hívására sem válaszolt, azonnal riadót rendeltek el, és mentőhajókat irányítottak a feltételezett helyszínre. A roncsokat húsz perccel később fedezték fel a tengerben, rajtuk a 3 túlélővel. Egyikük azonban három nappal később meghalt a kórházban, így csak két túlélője van a szerencsétlenségnek.

## Okok
A repülőgép törzsének nagy részét, illetve a hajtóműveket is sikerült kihalászni a tengerből. A vizsgálat során kiderült, hogy a gépnek nem volt feketedoboza – ez szabálysértésnek számít, ugyanis az ICAO ezt az 5700 kilogrammnál nagyobb tömegű légcsavaros-gázturbinás repülőgépekre kötelezően előírta. Mivel Magyarország 1969-ben lett az ENSZ nemzetközi repülési szervezetének tagja, így ezt követően alkalmaznia kellett volna annak utasításait. Ugyanígy hiányzott a fedélzeti beszédrögzítő rendszer is a pilótafülkéből. Habár az időjárás viharos volt, nem rendeltek el leszállási tilalmat, a repülőtér zavartalanul üzemelt. A repülés során nagyon megváltozott a szél iránya és erőssége, így létrejött az ún. szélnyírás, ami hátszéllel lefelé "nyomja" a repülőgépet. Ezen segíthet az, ha maximális teljesítményre állítják a hajtóműveket. Ez a jelenség már ismert volt a baleset idején is, így a szakemberek nem értették, hogy Szentgyörgyi Dezső és személyzete miért nem intézkedett.
Több mint egy évtizeddel később derült csak fény arra, hogy mi is volt a katasztrófa valódi okozója: a szélnyírás egyik különösen veszélyes formája, az ún. microburst (légzuhatag), ami 1971-ben még ismeretlen volt. A microburst egy viszonylag kis területre ható, rendkívül heves leáramlás, amelynek nagy az energiája. A jelenség gyakran társul zivatarral, de anélkül is előfordulhat. A leáramlásába esetlegesen bekerülő repülőgép másodpercenként akár 20-30 métert is süllyedhet, ami fel- vagy leszálláskor súlyos következményekkel járhat. Különösen veszélyes már csak azért is, mert a microburst időtartama viszonylag rövid, mindössze 5-10 perc, tehát alig marad idő az észlelésére. Ma már külön időjárás-figyelő radar ellenőrzi a repülőtér környékét a microburstből eredő katasztrófák elkerülésére, de akkor még ilyen nem volt. A problémával a Delta Air Lines 191-es járatának szerencsétlensége után kezdtek komolyabban foglalkozni.

## Személyzet
- Szentgyörgyi Dezső, kapitány
- Menyhárt József, első tiszt
- Jancsovics Pál, navigátor
- Lantos Károly, hajózó távírász
- Aladi László, hajózószerelő
- Tolnai Klára, légiutas-kísérő
- Szalai Jánosné, légiutas-kísérő
- Iván Margit Éva, légiutas-kísérő
- Dr. Galgóczi Tamásné, légiutas-kísérő
- Téglás Gyula, állomásvezető[8]